# James Lee (Sänger)

James Lee

James Lee (koreanisch 이정환 Jeong-Hwan Lee; * 1979) ist ein südkoreanischer Opernsänger, bekannt für seine Darbietungen als Tenor in dramatischen Rollen, insbesondere im italienischen Opernrepertoire.

## Leben und Ausbildung
James Lee wurde in Südkorea geboren und sang als Kind im Kirchenchor. Später studierte er Gesang an der Yeungnam University in Gyeongsan. Seine Ausbildung setzte er an der Robert Schumann Hochschule in Düsseldorf bei Alexandru Ionitza fort und arbeitete danach mit dem italienischen Tenor Ernesto Veronelli zusammen.

## Karriere
James Lee begann seine Karriere in Südkorea und sang dort von 2008 bis 2010 Rollen wie Alfred und Eisenstein in Die Fledermaus, Nemorino in L’elisir d’amore und Pong in Turandot. In dieser Zeit wirkte er auch in koreanischen zeitgenössischen Opern mit, darunter als Dong-i in Love of Buckwheat von Jong-Uek Woo, in der Titelrolle von Wangsan Heu-ui von Chang-Min Park,  sowie als Mong-Wan in A Match Made in Heaven von June-Hee  Lim.
Sein Europadebüt fand 2011 an der Nationaloper Bukarest in Rumänien statt. Ab 2013 trat er regelmäßig in Europa auf. In der Saison 2013/14 sang er Arrigo in I vespri siciliani am Theater Freiburg, Calaf in Turandot an der Grazer Oper, Österreich, und Radamès in Aida bei den Opernfestspielen St. Margarethen, Österreich. In den folgenden Jahren übernahm er Rollen wie Don José in Carmen, Manrico in Il trovatore und Riccardo in Un ballo in maschera an Theatern wie dem Theater Freiburg und dem Saarländischen Staatstheater Saarbrücken (2014/15). Er sang auch Radamès in Aida an der Oper Kairo, Ägypten, und Calaf in Turandot am Teatr Wielki w Łódź, Polen, bei Antoni Wit (2015/16).
Lee trat häufig mit Turandot (Calaf) und Aida (Radamès) auf, unter anderem am Tbilisi Opern- und Ballett-Staatstheater, Georgien (2016/17), dem Nationaltheater Prag, Tschechien (2017/18), und dem Theater Dortmund (2018/19). Er debütierte als Samson in Samson et Dalila am Teatr Wielki w Łódź (2018/19) und als Pinkerton in Madama Butterfly am Theater Dortmund (2019/20). Weitere Rollen umfassen Mario Cavaradossi in Tosca am Teatro di San Carlo, Italien (2019/20) und am Theater Dortmund (2022). Zu seinen Auftritten als Radamès in Aida gehört eine Aufführung im Tempel der Hatshepsut beim Luxor-Festival in Ägypten (2019/20).
2024 sang er die Rolle des Dick Johnson in La fanciulla del West an der Opera Hedeland, Dänemark, und am Theater Hagen (2023/24), und debütierte als Paul in Die tote Stadt an der Korea National Opera (2023/24). In der Saison 2023/24 übernahm er die Titelrolle in der italienischen fünfaktigen Version von Don Carlo an der Lettischen Nationaloper in Riga, wo er auch als Radamès in Aida und Calaf in Turandot auftrat. Bei der Gala Puccini 100 (Daegu Opera House und Bucharest Opera Festival, 2024) trat er mit Arien wie Nessun dorma und E lucevan le stelle auf. Im Sommer 2024 debütierte er als Des Grieux in Manon Lescaut beim Saaremaa-Festival in Estland. Ende 2024 sang er Calaf in Turandot am Mazedonischen Nationaltheater in Skopje, Nordmazedonien, und trat in Beethovens 9. Sinfonie in Auerbach, Deutschland, auf. Am 1. März 2025 sprang er in Turandot am Theater Magdeburg, Deutschland, ein.

## Auszeichnungen
- 2012: Erster Preis beim Internationalen Gesangswettbewerb Masters of Lyrical Art – Valentin Teodorian in Bukarest, Rumänien
- 2013: Erster Preis und Sonderpreis beim Competizione dell’Opera in Linz, Österreich[9]